# Werner Taegert
Werner Taegert (* 7. Mai 1950 in Hameln) ist ein deutscher Altphilologe, Anglist und Bibliothekar. Von 2006 bis 2016 war er Leiter der Staatsbibliothek Bamberg.

## Leben
Werner Taegert legte nach Schulzeiten in Hameln, Würzburg und Hannover am dortigen Kaiser-Wilhelm-Gymnasium 1968 das Abitur ab. Er studierte Klassische Philologie und Anglistik von 1968 bis 1971 an der Julius-Maximilians-Universität Würzburg, von 1971 bis 1972 an der State University of New York at Albany (Master of Arts in Classics 1974) sowie von 1972 bis 1974 an der Friedrich-Alexander-Universität Erlangen-Nürnberg (Staatsexamen für das Höhere Lehramt an Gymnasien 1974). Von 1975 bis 1979 war er wissenschaftlicher Assistent am Institut für Klassische Philologie der Universität Würzburg. 1979 wurde er in Würzburg promoviert.
Von 1979 bis 1981 durchlief er das Referendariat für den Dienst an wissenschaftlichen Bibliotheken in Bayern. Ab 1981 war er an der Universitätsbibliothek Bamberg tätig, ab 1985 an der Staatsbibliothek Bamberg, deren Leitung er nach Bernhard Schemmel von 2006 bis zu seiner Pensionierung 2016 übernahm. Seine Nachfolgerin ist Bettina Wagner.
Von 1980 bis 1981 war er Lehrbeauftragter für Klassische Philologie an der Universität Würzburg, ab 1994 an der Otto-Friedrich-Universität Bamberg. 2005 wurde er vom Bayerischen Staatsminister für Wissenschaft, Forschung und Kunst zum Honorarprofessor für das Fachgebiet „Lateinische Literatur der Spätantike und der Frühen Neuzeit“ an der Universität Bamberg ernannt.

## Veröffentlichungen (Auswahl)
- Vergil 2000 Jahre. Rezeption in Literatur, Musik und Kunst. Ausstellung der Universitätsbibliothek Bamberg und der Staatsbibliothek Bamberg. Bamberg 1982, ISBN 3-923507-00-3.
- Claudius Claudianus: Panegyricus dictus Olybrio et Probino consulibus. Text, Übersetzung, Kommentar. Beck, München 1988 (= Zetemata. 85), ISBN 3-406-31435-X (Dissertation Universität Würzburg).
- Stammbücher und Stammbuchblätter des 16. Jahrhunderts in der Staatsbibliothek Bamberg. In: Wolfgang Klose (Hrsg.): Stammbücher des 16. Jahrhunderts (= Wolfenbütteler Forschungen, Bd. 42). Harrassowitz, Wiesbaden 1989, S. 157–169, ISBN 3-447-02928-5.
- Edler Schatz holden Erinnerns. Bilder in Stammbüchern der Staatsbibliothek Bamberg aus vier Jahrhunderten. Bamberg 1995, ISBN 3-924530-08-4.
- Eröffnung, Jubiläen und Geschichtsbild der Bamberger Hochschule. In: Franz Machilek (Hrsg.): Haus der Weisheit. Von der Academia Ottoniana zur Otto-Friedrich-Universität Bamberg ; Katalog der Ausstellungen aus Anlaß der 350-Jahrfeier. Universitätsverlag, Bamberg 1998, S. 87–102, ISBN 3-933463-00-9.
- Stammbücher und Poesiealben aus fünf Jahrhunderten in der Staatsbibliothek Bamberg. Genese und Ausbau einer Spezialsammlung. In: Bibliotheksforum Bayern, Jg. 27 (1999), S. 180–201.
- Johannes Cynaeus Sylvanus Silesius. Ein gekrönter Dichter des Späthumanismus. In: Gerhard Kosellek (Hrsg.): Oberschlesische Dichter und Gelehrte vom Humanismus bis zum Barock. Aisthesis-Verlag, Bielefeld 2000, S. 127–177, ISBN 3-89528-290-1.
- Das Epigramm „De sene“ des Claudius Claudianus. In: Wilhelm Blümer (Hrsg.): Alvarium. Festschrift für Christian Gnilka (= Jahrbuch für Antike und Christentum, Beiheft, Ergänzungsband, Bd. 33). Aschendorf, Münster 2002, S. 359–376, ISBN 3-402-08119-9.
- (Mitautor): Axel Oxenstiernas Album amicorum und seine eigenen Stammbucheinträge. Reproduktion mit Transkription, Übersetzung und Kommentar.  Kungl. Vitterhets Historie och Antikvitets Akademien, Stockholm 2004, ISBN 91-7402-341-1.
- (Hrsg.): Hortulus floridus Bambergensis. Studien zur fränkischen Kunst- und Kulturgeschichte. Imhof, Petersberg 2004, ISBN 3-935590-71-7.
- (Mitautor): 1000 Jahre Bistum Bamberg 1007-2007. Unterm Sternenmantel. Imhof, Petersberg 2007, ISBN 3-86568-261-8.
- (Hrsg.): Zählen, messen, rechnen. 1000 Jahre Mathematik in Handschriften und frühen Drucken. Ausstellung der Staatsbibliothek Bamberg. Katalog. Imhof, Petersberg 2008, ISBN 978-3-86568-379-3.
- (Hrsg.): 1000 Jahre Bischberg. Beiträge zur Geschichte eines Zwei-Flüsse-Dorfes in Franken. Petersberg 2014.
- Illustre Gäste – Fürsten und Künstler in der Königlichen Bibliothek Bamberg mit Ausblicken auf weitere prominente Besucher in zwei Jahrhunderten Bibliotheksgeschichte. In: Klaus Cernowa (Hrsg.): Bibliotheken. Innovation aus Tradition. Rolf Griebel zum 65. Geburtstag. De Gruyter Saur, Berlin 2014, S. 568–588, ISBN 3-11-031041-4.
- Glas – Farbe – Licht. Glasgemälde des 16. und 17. Jahrhunderts in der Staatsbibliothek Bamberg. In: Heidrun Alzheimer (Hrsg.): Religion, Kultur, Geschichte. Beiträge zur historischen Kulturforschung vom Mittelalter bis zur Gegenwart. Festschrift für Klaus Guth zum 80. Geburtstag. Imhof, Petersberg 2015, S. 149–224, ISBN 978-3-7319-0136-5.
- Die Hofbibliothek des Herzogs Karl II. August von Pfalz-Zweibrücken auf Schloss Karlsberg. Eine wittelsbachische Büchersammlung vom Vorabend der Französischen Revolution und ihr Weg in die Staatsbibliothek Bamberg. In: Saarpfalz. Zeitschrift für Geschichte und Regionalkultur, Nr. 143 (2019), H. 4, S. 5–40.
- 'Der Steinochs'. Das Nürnberger Wahrzeichentier und seine denkbare Verwandlung in Christian Morgensterns 'Galgenliedern'. In: Mitteilungen des Vereins für Geschichte der Stadt Nürnberg, Bd. 107 (2020), S. 355–418.